# German Skurigin
German Anatoljevitj Skurigin (ryska: Герман Анатольевич Скурыгин), född den 15 september 1963 i Vutno Udmurtiya - död den 28 november 2008, var en rysk friidrottare som tävlade i gång.
Skurigin deltog vid VM 1993 där han slutade på en 22:a plats på 50 km gång. Vid VM 1999 vann han ursprungligen guld men blev sedan fråntagen medaljen sedan det visade sig att han varit dopad. 
Han var tillbaka till EM 2002 där han slutade på en fjärde plats. Vid VM 2003 slutade han på en andra plats efter Robert Korzeniowski.